# لیورت (آلاباما)
لیورت (به انگلیسی: Levert) یک منطقهٔ مسکونی در ایالات متحده آمریکا است که در آلاباما واقع شده‌است. لیورت ۵۴٫۸۶ متر بالاتر از سطح دریا واقع شده‌است.